# کریم باوی
کریم باوی (۹ دی ۱۳۴۳ – ۱۶ آذر ۱۴۰۱) بازیکن فوتبال سابق تیم ملی فوتبال ایران بود.  او بیشتر دوران حرفه‌ای خود را در دو باشگاه فوتبال شاهین و پرسپولیس سپری کرده بود. او با وجود مدت کوتاه بازی برای تیم ملی فوتبال ایران، یکی از موفق‌ترین مهاجمان تیم ملی بوده‌است. کریم باوی با به ثمر رساندن ۱۰ گل در ۲۳ بازی ملی آمار خوبی را از خود بر جای گذاشته است. او برای ضربات سرش  شهرت داشت که این نکته با توجه به قامت متوسط وی، بسیار جالب توجه بود.وی اواخر عمر خویش را در شهرک وحدت واقع در شهرستان فردیس استان البرز سپری کرد،و در همان منطقه نیز فعالیت فوتبالی داشت.
باوی در هنگام جنگ ایران و عراق با خانواده‌اش از آبادان به اهواز و سپس به اصفهان و تهران آمد. او فوتبال را تحت نظر پرویز قلیچ‌خانی آغاز کرد اما مدتی بعد به جنگ رفت و در عملیات والفجر مقدماتی مجروح شد. باوی از زمان جنگ دو ترکش در بدنش ماند و از لحاظ جسمانی اوضاع خوبی نداشت. او با توصیه امیر قلعه‌نویی که در آن زمان بازیکنی ملی پوش بود به تیم شاهین پیوست. او پس از حضور در شاهین، به وسیلهٔ ناصر ابراهیمی برای تیم ملی انتخاب شد.
او در فینال لیگ آزادگان ۱۳۷۱ گل تساوی بخش پرسپولیس برابر پاس را زد، اما در ضربات پنالتی پرسپولیس شکست خورد و به مقام نایب قهرمانی رسید. او مدت‌ها دور از میدان بود و با فوتبال سروکاری نداشت تا اینکه با همت یک روزنامه نگار و مدیر عامل باشگاه شاهین بوشهر در ۱ شهریور ۱۳۸۹ و در مسابقه پرسپولیس و شاهین بوشهر در ورزشگاه آزادی از او تجلیل به عمل آمد.
باوی در مهر ۱۳۹۲ به همت حمید استیلی و باشگاه پرسپولیس، تحت عمل جراحی قرار گرفت تا وضعیت پاهایش بهبود یابد. پس از این عمل جراحی، محمد رویانیان از باوی عیادت کرد و از زحمات کادر پزشکی و حمید استیلی، مدیرعامل شرکت پیشکسوتان پرسپولیس، قدردانی کرد. او از دو سال پیش از مرگش به سرطان مثانه مبتلا شد. و در تاریخ ۱۶ آذر ۱۴۰۱ در ۵۷ سالگی درگذشت.